# Krasnoarmejski (Tsjoekotka)
Krasnoarmejski (Russisch: Красноармейский; "Rode Leger") is een voormalige mijnwerkersplaats (nederzetting met stedelijk karakter) in het district Tsjaoenski in het noordwesten van de Russische autonome okroeg Tsjoekotka. De plaats ligt op ongeveer 100 kilometer ten zuidoosten van het districtcentrum, de stad Pevek, aan de zuidwestelijke voet van het Sjelagskigebergte, aan de noordelijke oever van de rivier Pyrkakajvaam (zijrivier van de Mlelvyn).
De plaats ontstond als woonplaats voor de mijnwerkers van de noordelijker gelegen tinmijn Pyrkakaj (Пыркакай; tevens de naam van een 1189 meter hoge berg ten noordwesten van de plaats), die later eveneens werd hernoemd naar Krasnoarmejski. Deze mijn was met die van Valkoemej de eerste plek waar tin werd gewonnen in Tsjoekotka in 1941. Deze ertslagen waren in de jaren 1938 en -39 ontdekt door geoloog B.N. Jerofejev. De mijnwerkers bestonden tot de jaren 1950 veelal uit Goelagdwangarbeiders van de Tsjaoentsjoekotlag.
Bij de laatste sovjetvolkstelling van 1989 telde Krasnoarmejski 2.299 inwoners. In de jaren 1990 werden de mijnen en de fabriek onrendabel en in 1998 werd door de overheid besloten tot de opheffing van de 'kansloze' plaats.
Rondom de plaats liggen de eveneens verlaten mijnwerkersnederzettingen Joezjny (zuid), Dolinny (west), Mejny en Pervy oetsjastok (zuidoost).
Bestuurlijk centrum: Pevek

Ajon · Apapelgino(†) · Baranicha(†) · Bystry(†) · Janranaj · Joezjny(†) · Komsomolski(†) · Krasnoarmejski(†) · Rytkoetsji · Valkoemej(†) · Zapadny(†)